# Dorothee Haroske

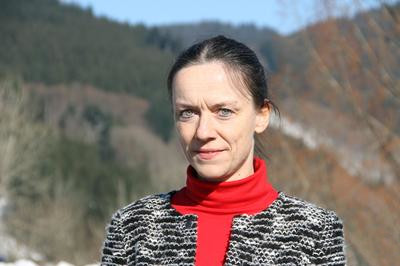
Dorothee Haroske (2015)

Dorothee Diethild Haroske (* 3. September 1968 in Jena) ist eine deutsche Mathematikerin und Hochschullehrerin auf dem Gebiet der Analysis.

## Leben
Haroske legte das Abitur 1987 auf der Carl-Zeiss-Spezialschule in ihrer Heimatstadt Jena ab. Anschließend studierte sie Mathematik an der dortigen Friedrich-Schiller-Universität mit einem Auslandsaufenthalt an der englischen University of Sussex nach der Wende in der DDR. Sie schloss das Studium 1992 mit dem Diplom ab und promovierte 1995 betreut von Hans Triebel ebenfalls in Jena. Für ihre mit summa cum laude bewertete Dissertation erhielt Haroske den Promotionspreis des Rektors. Auch für ihre Habilitation im Jahr 2002 wurde sie von der Universität ausgezeichnet.
Ab 1992 war Haroske an der Jenaer Universität angestellt. 2004 war sie im Rahmen der Sofia-Kowalewskaja-Gastprofessur an der TU Kaiserslautern tätig. Vertretungsweise lehrte sie in den Folgejahren auch an den Universitäten Marburg und Hannover. Im Jahr 2010 wurde Haroske zur außerplanmäßigen Professorin für Analysis in Jena ernannt. Von 2013 bis 2016 fungierte sie dort auch als Gleichstellungsbeauftragte der Universität. Zum Sommersemester 2018 wurde Haroske als Universitätsprofessorin für Funktionalanalysis an die Universität Rostock berufen, wechselte allerdings zum Wintersemester 2018/2019 als Professorin für Funktionenräume an die Universität Jena.
Der Schwerpunkt ihrer Forschungstätigkeit liegt auf den Gebieten Theorie der Funktionenräume, fraktale Analysis sowie Approximationstheorie.
Von der DFG erhielt sie von 2003 bis 2010 ein Heisenberg-Stipendium.

## Schriften (Auswahl)
- Dorothee Haroske, Thomas Runst, Hans-Jürgen Schmeisser (Hrsg.): Function Spaces, Differential Operators and Nonlinear Analysis. The Hans Triebel Anniversary Volume. Birkhäuser, Basel 2003, ISBN 3-7643-6935-3.
- Dorothee Haroske: Envelopes and Sharp Embeddings of Function Spaces. Chapman & Hall/CRC, Boca Raton 2007, ISBN 978-1-58488-751-5.
- Dorothee Haroske, Hans Triebel: Distributions, Sobolev Spaces, Elliptic Equations. European Mathematical Society, Zürich 2007, ISBN 978-3-03719-042-5.